# Tim Miller
Tim Miller, född 10 oktober 1964 i Pasadena, är en amerikansk filmregissör som långfilmsdebuterade 2016 med att regissera Deadpool. Han har tidigare arbetat med specialeffekter.